# قانون الاستجابة الطارئة لمخاطر الأسبست
قانون الاستجابة الطارئة لمخاطر الأسبست هو قانون أمريكي يتطلب من وكالة حماية البيئة إنشاء لوائح تتعلق بفحص الوكالات التعليمية المحلية للمباني المدرسية لمواد البناء المحتوية على الأسبستوس، وإعداد خطط إدارة الأسبستوس، وتنفيذ إجراءات الاستجابة للأسبستوس لمنع أو تقليل مخاطر الأسبستوس. تم تنفيذ قانون الاستجابة الطارئة لمخاطر الأسبست بموجب قانون مراقبة المواد السامة لعام 1986. طالب القانون وكالة حماية البيئة بوضع خطة للولايات لاعتماد الأشخاص الذين يقومون بتفتيش الأسبستوس وأنشطة الإجراءات التصحيحية في المدارس. المبلغون عن المخالفات محميون من العقاب بموجب الفعل.